# سارح (اسم)
سارح هو اسم علم مذكر من أصل عربي، ومعناه هو راعي الإبل الذي يسرح بها الماشية الخارج في أموره أو تجارته، من الفعل سرحت المواشي ذهبت ترعى.

## وصلات خارجية
- موسوعة السلطان قابوس لأسماء العرب نسخة محفوظة 5 أبريل 2019 على موقع واي باك مشين.